# Hercules–Corona Borealis Great Wall
Die Hercules–Corona Borealis Great Wall ist eine möglicherweise existierende kosmische Superstruktur, die vermutlich aus Superhaufen besteht, die ein Filament bilden. Falls sie existierte, hätte sie eine Größe von 10 Milliarden Lichtjahren. Damit wäre die Hercules–Corona Borealis Great Wall noch vor dem Quasar-Cluster U1.27 die größte und massereichste bekannte Struktur im beobachtbaren Universum.

## Position
Die hypothetische Struktur befindet sich in Richtung der namensgebenden Sternbilder Herkules und Corona Borealis, in einer Entfernung von etwa 10 Milliarden Lichtjahren, entsprechend der Rotverschiebung von z = 1,6…2,1.
Die Hercules-Corona Borealis Great Wall hätte mit 10 × 7,2 Milliarden Lichtjahren (3 × 2,2 Gpc) die mehr als doppelte Ausdehnung der im November 2012 entdeckten Huge-LQG und wäre sechsmal so groß wie die Sloan Great Wall.

## Entdeckung

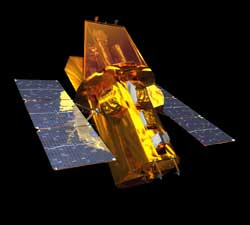
Swift Gamma Ray Explorer, dessen Daten zur Entdeckung der hypothetischen Hercules-Corona Borealis Great Wall führten.

Die Region wurde im November 2013 entdeckt und war durch eine ungewöhnlich hohe Anzahl Gammablitze aufgefallen, diese sind ein Indikator für Galaxien. Die Datengrundlage lieferte die Forschungsmission Gamma Ray des Swift-Satelliten zur Durchmusterung des entfernten Universums.

## Skalenproblem
Entsprechend der Entfernung und der langen Lichtlaufzeit zeigt die heutige Beobachtung den zeitlichen Zustand vor rund 10 Milliarden Jahren. Dass so extrem große Strukturen bereits 3,8 Milliarden Jahre nach dem Urknall existiert haben könnten, widerspräche jedoch den gängigen Annahmen über die kosmologische Entwicklung. Diese gehen gemäß dem  kosmologischen Prinzip auf großen Skalen von einer relativ homogenen Materieverteilung aus, mit einer maximal möglichen Strukturgröße von 1,2 Milliarden Lichtjahren.
Diese entspräche etwa der Sloan Great Wall, der drittgrößten Struktur im bekannten Universum. Huge-LQG wäre bereits viermal, die Hercules–Corona Borealis Great Wall achtmal so groß.
Jedoch kann nicht ausgeschlossen werden, dass es sich um nicht zusammenhängende Strukturen handelt, die zufällig die gleiche Rotverschiebung aufweisen.